# Truxton (Missouri)
Pour les articles homonymes, voir Truxton (homonymie).
Truxton est un village du comté de Lincoln, dans le Missouri, aux États-Unis,. Situé à l'ouest du comté, il est incorporé en 1864. 

## Démographie
Lors du recensement de 2010, le village comptait une population de 91 habitants. Elle est estimée, en 2016, à 95 habitants.

## Source de la traduction
- (en) Cet article est partiellement ou en totalité issu de l’article de Wikipédia en anglais intitulé « Truxton, Missouri » (voir la liste des auteurs).